# 亞帕卡納峰國家公園

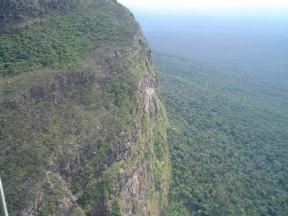

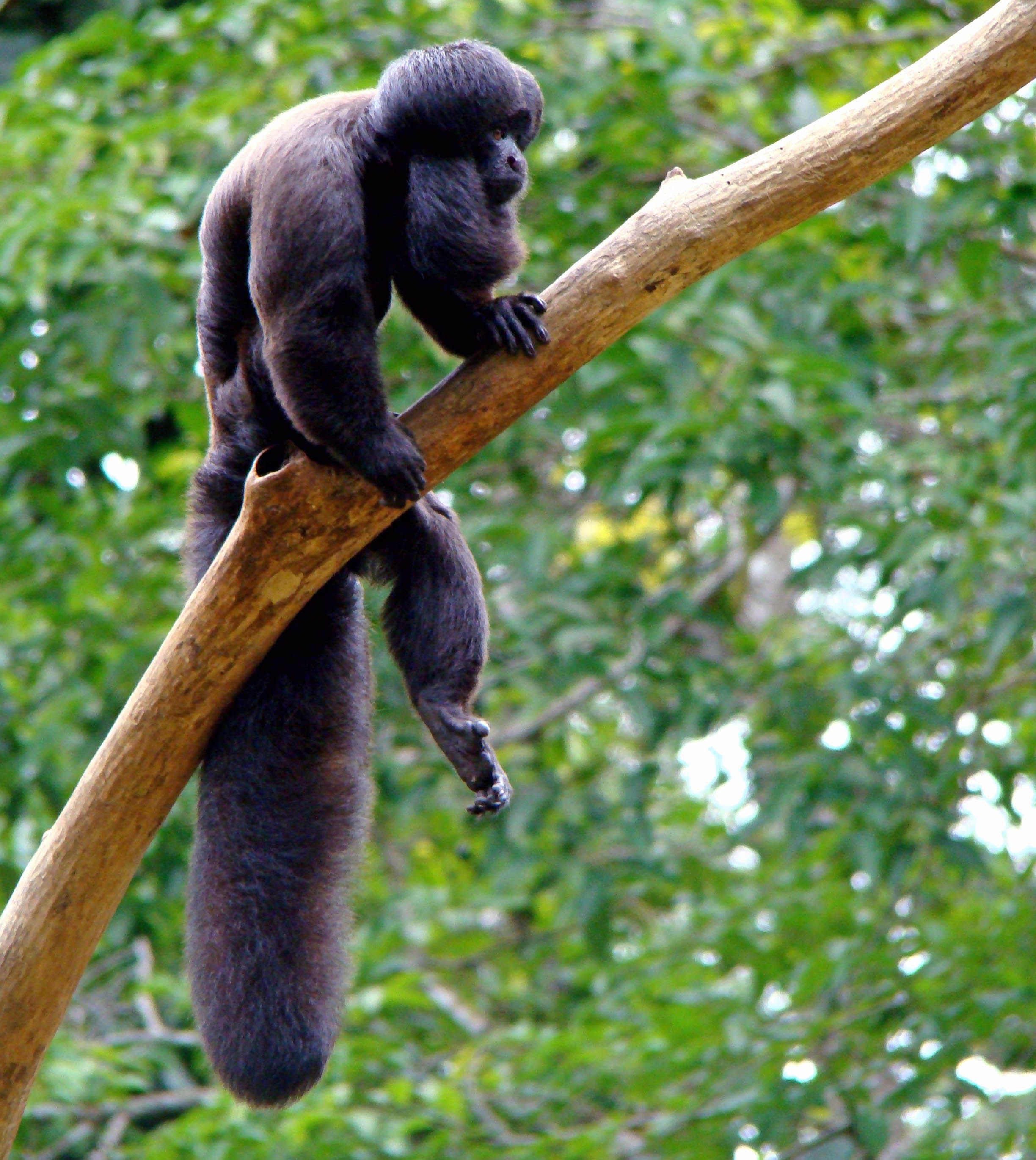

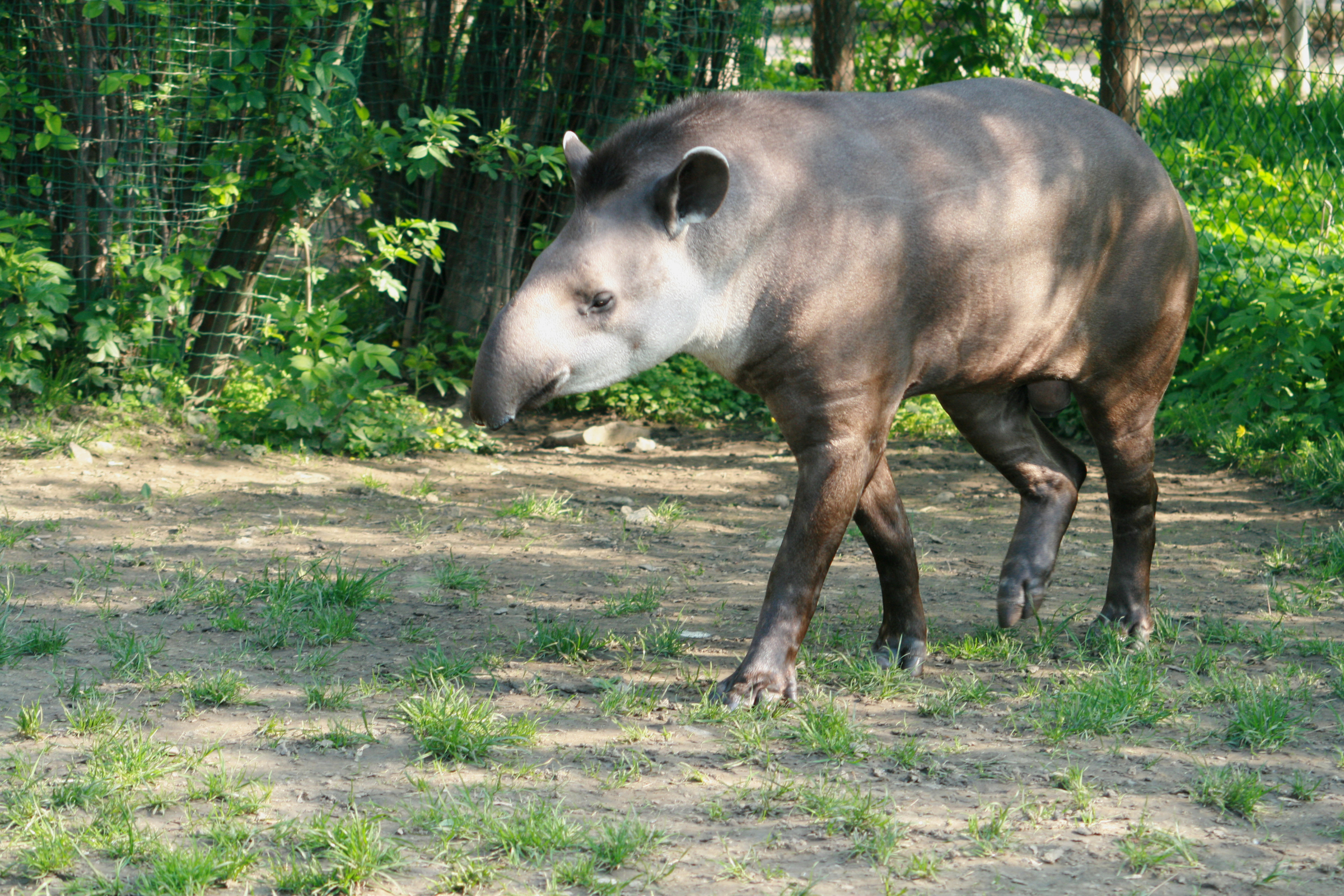

亞帕卡納峰國家公園（西班牙語：Parque nacional Cerro Yapacana）是委內瑞拉的國家公園，位於該國南部，由亞馬遜州負責管轄，面積3,200平方公里，始建於1978年12月12日，每年平均降雨量2,360毫米。

## 外部連結
- Venelogía: Destino, Parque Nacional Yapacana (Estado AMAZONAS) Publicado por Carlos el Lunes, 15 de mayo del 2006 （页面存档备份，存于）
- GuayanaVenezuela.net.ve
- Youtube: Cerro Yapacana （页面存档备份，存于）
- Youtube: Yapacana （页面存档备份，存于）